# Zum grünen Tiger

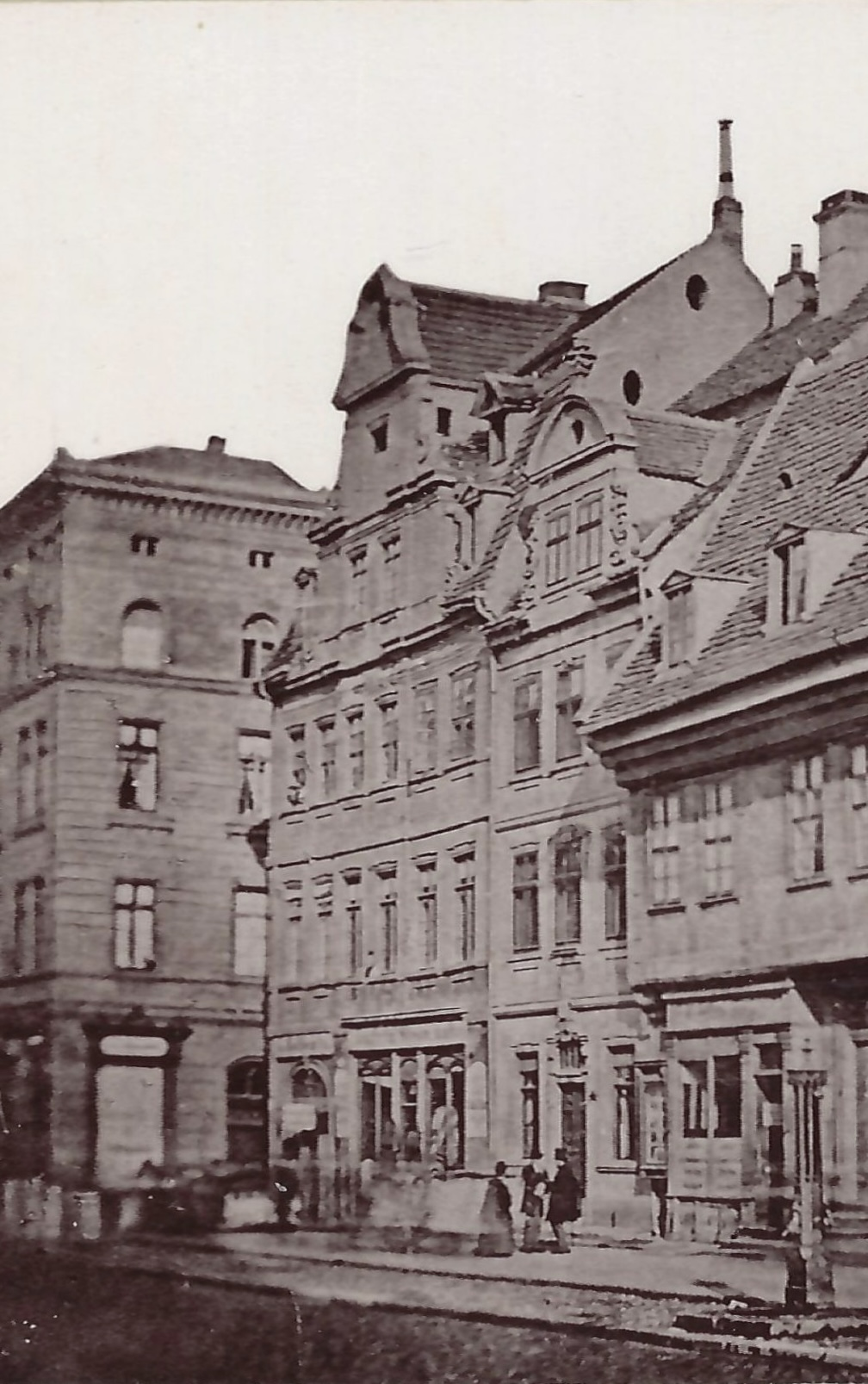
Haus Zum grünen Tiger, vor 1872

Das Haus Zum grünen Tiger war ein historisches Wohn- und Geschäftshaus in Magdeburg im heutigen Sachsen-Anhalt.

## Lage
Das Gebäude befand sich in der Magdeburger Altstadt auf der Ostseite des Breiten Wegs an der ehemaligen Adresse Breiter Weg 53, in einer Ecklage zur nördlich liegenden Einmündung des Zugangs zum Alten Markt. Südlich grenzte das Haus Zur goldenen Bibel an. Heute befindet sich der ehemalige Standort des Hauses etwas westlich bzw. nordwestlich vor dem heutigen Eckhaus Alter Markt 1.

## Geschichte und Architektur
Noch im Jahr 1631 standen auf dem Grundstück drei verschiedene Häuser, die jedoch wohl bei der Zerstörung Magdeburgs im Jahr 1631 abbrannten.

### Breiter Weg 53 a und b
Das Haus 53a gehörte 1631 Marcus Bichling. Ihm folgte sein Schwiegervater Michael Schreiter als Eigentümer nach, der 1636 die Brandstätte für 300 Taler an Peter Schütze verkauft. Schon 1637 veräußerte Schütze es für den gleichen Preis weiter an Arnold Witte. Seine Witwe heiratete in der Zeit bis 1647 Barthold Lindemann. Lindemann gehörte das Nachbarhaus 53b, so dass diese beiden Grundstücke sich ab 1647 in der gleichen Hand befanden.
Nummer 53b stand 1631 und auch noch 1639 Burchard Junge. Lindemann wurde dann ab 1643 als Eigentümer geführt.
1651 wurde gemeinsam auf den beiden Grundstücken ein neues Haus errichtet. Lindemann blieb bis zu seinem Tod 1682 Eigentümer. Der Apotheker Johann Otto Kramer erbte das Haus und verkaufte es 1690 für 1120 Taler an den Sekretär Pierre Mucel. Im Jahr 1705 gehörte es dem Seidenkrämer Johann Christoph Gödecke. 1715 und dann bis 1745 gehörte das Gebäude dem Riemer Christian Sporberg (auch Sporwerk).

### Breiter Weg 53c
Das Gebäude 53c lag in Richtung des Alten Markts und hatte keine Seite zum Breiten Weg. Es wurde auch als kleines Haus in der Garküche bezeichnet. 1631 gehörte es der Witwe von Peter Zimmermann. Bis 1651 war das Grundstück nach den Zerstörungen des Jahres 1631 wieder bebaut. 1651/1653 gehörte es Heinrich Meißen. Das Haus wurde versteigert. Die Seidenkramerinnung hatte eine offene Forderung am Grundstück und bot 200 Taler. Letztlich trat die Innung die Forderung jedoch an den Schuster Christian Schulze, dem Schwiegersohn Meißens, ab. Schulze kaufte das Gebäude und blieb bis zu seinem Tod 1681 Eigentümer. Ihm folgten bis 1692 seine Erben nach. Seine Witwe heiratete 1692 den Schuster Georg Erdmann. Er übernahm das Haus für 400 Taler und verkaufte 1717 für 850 Taler an den Nadler Johann Georg Gericke. Seine Nachfahren blieben bis 1785 Eigentümer.

### Breiter Weg 53
In der Zeit um das Jahr 1800 wurde als neues Haus das Haus Zum grünen Tiger errichtet, das somit die drei Grundstücke zusammenfasste. Der dreigeschossige Bau hatte nach Westen zum Breiten Weg eine repräsentative sechsachsige Fassade. Bekrönt wurde die Fassade mittig von einem zweigeschossigen Zwerchhaus mit geschwungenem Giebel.
1803 war Schultze Eigentümer des Hauses, noch 1845 wurde eine Witwe Schultze genannt. Im Jahr 1848 gehörte es dem Particulier Friedenthal und 1870 schließlich dem Kaufmann Steinthal.

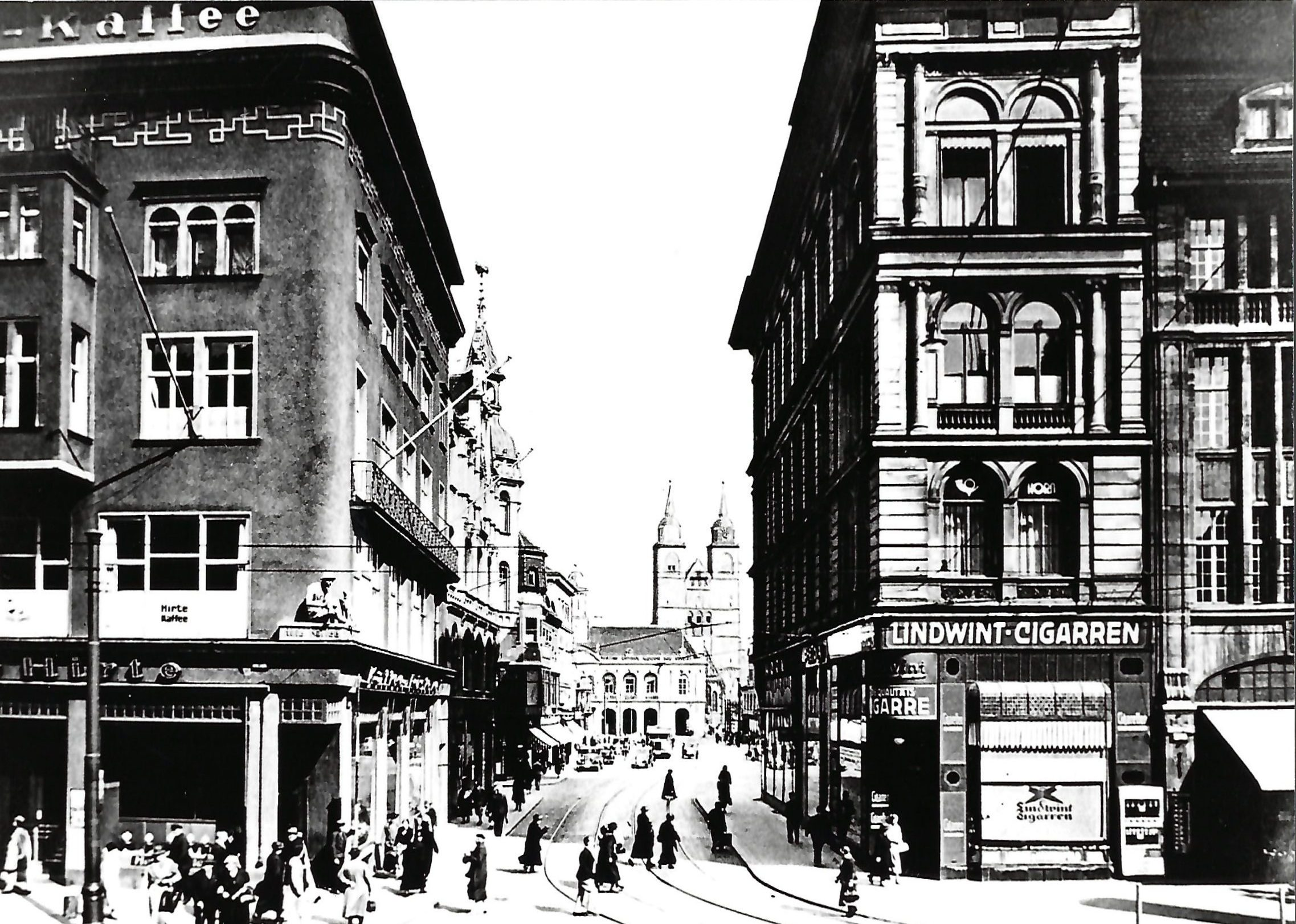
Breiter Weg 53 (rechts) nach der Verbreiterung der Zufahrt zum Alten Markt

1873 wurde die nördlich des Hauses gelegene Zufahrt vom Breiten Weg zum Alten Markt verbreitert und dafür das Haus Zum grünen Tiger abgerissen. Auf dem verbliebenen südlichen Teil des Grundstücks entstand ein schmaler Neubau. Zum Teil bestand im Inneren des Gebäudes eine Verbindung zu den südlich angrenzenden Häusern Breiter Weg 52 und 51.
Zumindest in den Jahren 1938 und 1940 war der Halberstädter Kaufmann O. Rautmann Eigentümer des Gebäudes Breiter Weg 53.
Während des Zweiten Weltkriegs wurde der Gebäudekomplex zerstört. In der Zeit der DDR entstand südöstlich der Wohnhausneubau Alter Markt 1.